# L'Étourdi ou les Contretemps

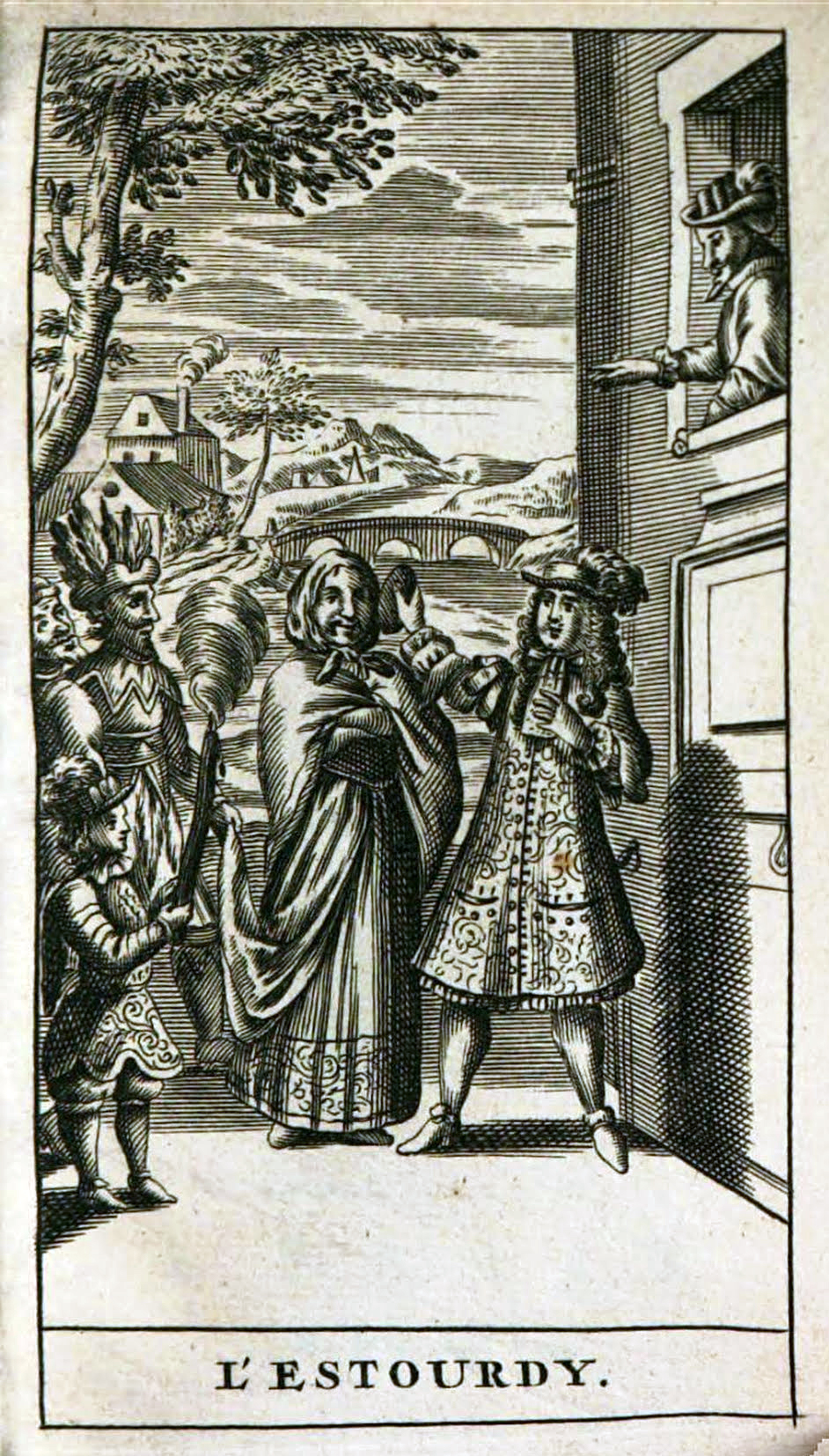
Frontispice de l'édition de 1682.

L’Étourdi ou les Contretemps ou L'estourdy ou les contre-temps, est une comédie en cinq actes et en alexandrins de Molière, représentée pour la première fois à Lyon en 1655. Elle a été représentée la première fois à Paris au Théâtre du Petit-Bourbon le 3 novembre 1658 par la troupe de Monsieur, frère unique du Roi.
Cette pièce s'inspire d'une comédie italienne de 1629 : L'Inavvertito, overo Scappino disturbato e Mezzetino travagliato, de Niccolò Barbieri.

## Résumé
Par son étourderie ou sa maladresse, Lélie fait échouer onze machinations successives que son serviteur Mascarille, « fourbum imperator », a imaginées pour lui assurer la possession de Célie, une jeune esclave que le vieux Trufaldin garde chez lui sans savoir que c'est sa propre fille.

## Quelques répliques
- Voir L'Étourdi, Acte I, scène II.
- Voir aussi le monologue de Mascarille, L'Étourdi, Acte III, scène I, p. 71.

## Distribution
| Acteurs ayant créé les rôles |              |
| Personnage                   | Acteur       |
| Lélie, fils de Pandolfe      | La Grange    |
| Célie, esclave de Trufaldin  | Mlle de Brie |
| Mascarille, valet de Lélie   | Molière      |
| Hippolyte, fille d’Anselme   | Mlle Du Parc |
| Anselme, père d’Hippolyte    | Louis Béjart |
| Trufaldin, vieillard         |              |
| Pandolfe, père de Lélie      | Béjart aîné  |
| Léandre, fils de famille     |              |
| Andrès, cru égyptien         |              |
| Ergaste, ami de Mascarille   |              |
| Un courrier                  |              |
| Deux troupes de masques      |              |

Molière paraît travesti en femme dans l'acte III, scène VIII. C'est le seul rôle créé par lui où il dut jouer un personnage du sexe opposé. Le déguisement féminin de Mascarille fait partie d'un plan pour tromper Trufaldin et lui prendre Célie; mais, bien entendu, l'intervention de Lélie fait promptement échouer la ruse. Le frontispice de l'édition de 1682 (qu'on peut voir dans cette page) illustre le moment où Lélie enlève le masque de la supposée « femme » et révèle le visage de son servant Mascarille.

## Sources
- Georges Forestier, Molière, Paris, Bordas, coll. « En toutes lettres », 1990, 190 p. (ISBN 978-2-04-019302-7, OCLC 23187360)
- (en) Virginia Scott, Molière : A Theatrical Life, Cambridge University Press, 2000, 333 p.